# Kristof Goddaert
Kristof Goddaert (Sint-Niklaas, Provincia de Flandes Oriental, 21 de noviembre de 1986-Amberes, 18 de febrero de 2014) fue un ciclista profesional belga.
Debutó como profesional en 2007. No pasó a la primera categoría del ciclismo hasta 2010, cuando fichó por Ag2r La Mondiale. Allí estuvo dos temporadas y pasó al equipo suizo IAM Cycling.
El 18 de febrero de 2014 falleció cuando al pasar por unas vías de tren perdió el equilibrio, cayó y fue atropellado por un autobús. En el momento del accidente se encontraba entrenando en Amberes.

## Palmarés
2009
- 3.º en el Campeonato de Bélgica en Ruta
- Gran Premio Stad Sint-Niklaas

2010
- 1 etapa del Tour de Valonia

2012
- 2.º en el Campeonato de Bélgica en Ruta

## Equipos
- Bodysol-Win for Life (2007)
- Topsport Vlaanderen (2008-2009)
- Ag2r La Mondiale (2010-2012)
- IAM Cycling (2013-2014)[2]